# Spair airlines
SPair — бывшая российская грузовая авиакомпания, существовавшая с 1994 по 1998 год. Базовым аэропортом авиакомпании являлся аэропорт Кольцово в Екатеринбурге.

## Флот

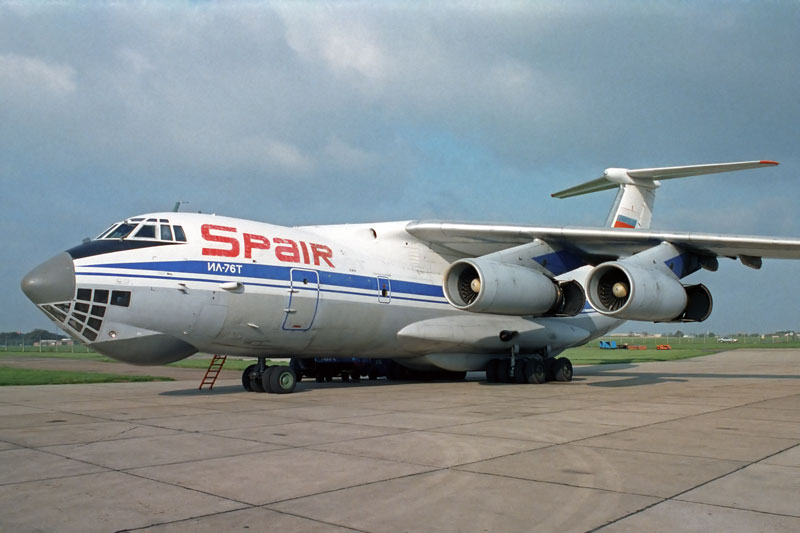
Борт RA-76513, разбившийся в авиакатастрофе в 1996 году

## Происшествия
- 19 августа 1996 года, на борту самолёта Ил-76Т (борт RA-76513), выполнявшего чартерный рейс PAR3601 по маршруту Екатеринбург—Белград—Валлетта, через 3 минуты после вылета из Белграда произошло полное обесточивание электрооборудования. Пилоты в течение 2,5 часов пытались совершить аварийную посадку в аэропорту Белграда и в итоге во время 7-го захода самолёт рухнул на землю в 800 метрах от взлётной полосы. Погибли все находившиеся на его борту 12 человек — 10 членов экипажа и 2 пассажира (сопровождающие груз)[2][3]. После авиакатастрофы авиакомпания SPair была лишена лицензии и упразднена.